# Рикард Нађ
Рикард Нађ (слч. Richard Nagy, мађ. Nagy Richard; Жељезовце, 9. март 1993) словачки је пливач чија специјалност су трке на 400 и више метара слободним, мешовитим и делфин стилом, а такође се такмичи и у маратонским тркама на отвореним водама. Вишеструки је учесник светских првенстава у великим и малим базенима, те учесник Олимпијских игара.

## Спортска каријера
На међународној пливачкој сцени Нађ је дебитовао на европском јуниорском првенству које је 2008. одржано у српској престоници Београду, док је три године касније почео са такмичењима у сениорској конкуренцији.
Прво велико тамичење на ком је наступио било је европско првенство у мађарском Дебрецину 2012. где се такмичио у тркама слободним стилом на 400 и 1.500 метара. Наредне године учестовао је и на Светском првенству у Барселони. Потом је учестовао и на наредним светским првенствима, у Казању 2015, Будимпешти 2017. и Квангџуу 2019. године, а најбољи резултат у каријери остварио је на првенству у Будимпешти где је у трци на 400 мешовито заузео укупно 8. место у финалу.
Нађ је био део словачког олимпијског тима на ЛОИ 2016. у бразилском Рију. Најбољи резултат остварио је у трци на 400 мешовито у којој је заузео 9. место, а свега 0,32 секунди га је делило од пласмана у финале. Пливао је и трке на 1.500 слободно (34. место) и маратон на 10 километара (21. место).